# هاتف ترامب
هاتف ترمب T1 (بالإنجليزية: Trumb Mobile T1) هو هاتف محمول مملوك لشركة منظمة ترمب، وكان ذلك ضمن خطة دونالد ترمب لتعزيز الصناعة المحلية، صُنع بنظام تشغيل أندرويد، وستأتي الشاشة بحجم 6.8 بوصة من نوع آموليد ومعدل تحديث 120 هرتز.
أُطلقت أول نسخة من هاتف ترمب في شهر يونيو 2025 خلال ولاية دونالد ترمب الثانية، وسيزود المستخدم بالجيل الخامس من خدمات الاتصال اللاسلكي.

## الانتقادات
أثيرت شكوك حول آخر استخدامات اسم دونالد ترمب بعد ولاية دونالد ترمب الثانية، وقالت ميغان فوكنر مديرة الاتصالات في منظمة "مواطنون من أجل المسؤولية والأخلاق": " من غير المعقول أن تكون عائلة ترمب قد خلقت طريقة أخرى للرئيس ترمب للإستفادة الشخصية أثناء وجوده في منصبه".

## تصنيعه في الصين
زعم بعض المختصين بأنه سيُصنعُ في الصين، ولكن كثيراً منهم برروا ذلك بالقول بأن الولايات المتحدة لا تستطيع تصنيع هاتفٍ محليٍ بالكامل.

## وصلات خارجية
الموقع الرسمي
الموقع الرسمي لمنظمة ترمب